# Richard Butler (officier)
Pour les articles homonymes, voir Richard Butler (homonymie) et Butler.
Richard Harte Keatinge Butler (28 août 1870 - 22 avril 1935) est un général de l'armée britannique pendant la Première Guerre mondiale. Il fut chef d'état-major de la Première armée pendant une grande partie de 1915, puis chef d'état-major adjoint du BEF de la fin de 1915 au début de 1918. Pendant une grande partie de 1918, il commanda le IIIe corps en première ligne.